# Реймон, Анри
Анри Реймон (фр. Henri Reymond; род. 4 мая 1900 года в Женеве, Швейцария — ум. 7 октября 1980 года в Лозанне, Швейцария) — швейцарский шоссейный велогонщик, выступавший в 1920-х годах XX века. Трёхкратный призёр чемпионата Швейцарии.

## Достижения
1923
2-й Тур Северо-Западной Швейцарии
1924
2-й Чемпионат Швейцарии
2-й Тур дю Лак Леман
2-й Тур Северо-Западной Швейцарии
1925
2-й Чемпионат Цюриха
3-й Чемпионат Швейцарии
1926
2-й Романсхорн — Женева
1927
3-й Чемпионат Швейцарии
3-й Берн — Женева
1928
3-й Чемпионат Цюриха
1. ↑  Henri Reymond // https://firstcycling.com/rider.php?r=8844